# Aloe commixta
Aloe commixta är en grästrädsväxtart som beskrevs av Alwin Berger. Aloe commixta ingår i släktet Aloe och familjen grästrädsväxter. Inga underarter finns listade i Catalogue of Life.

## Bildgalleri

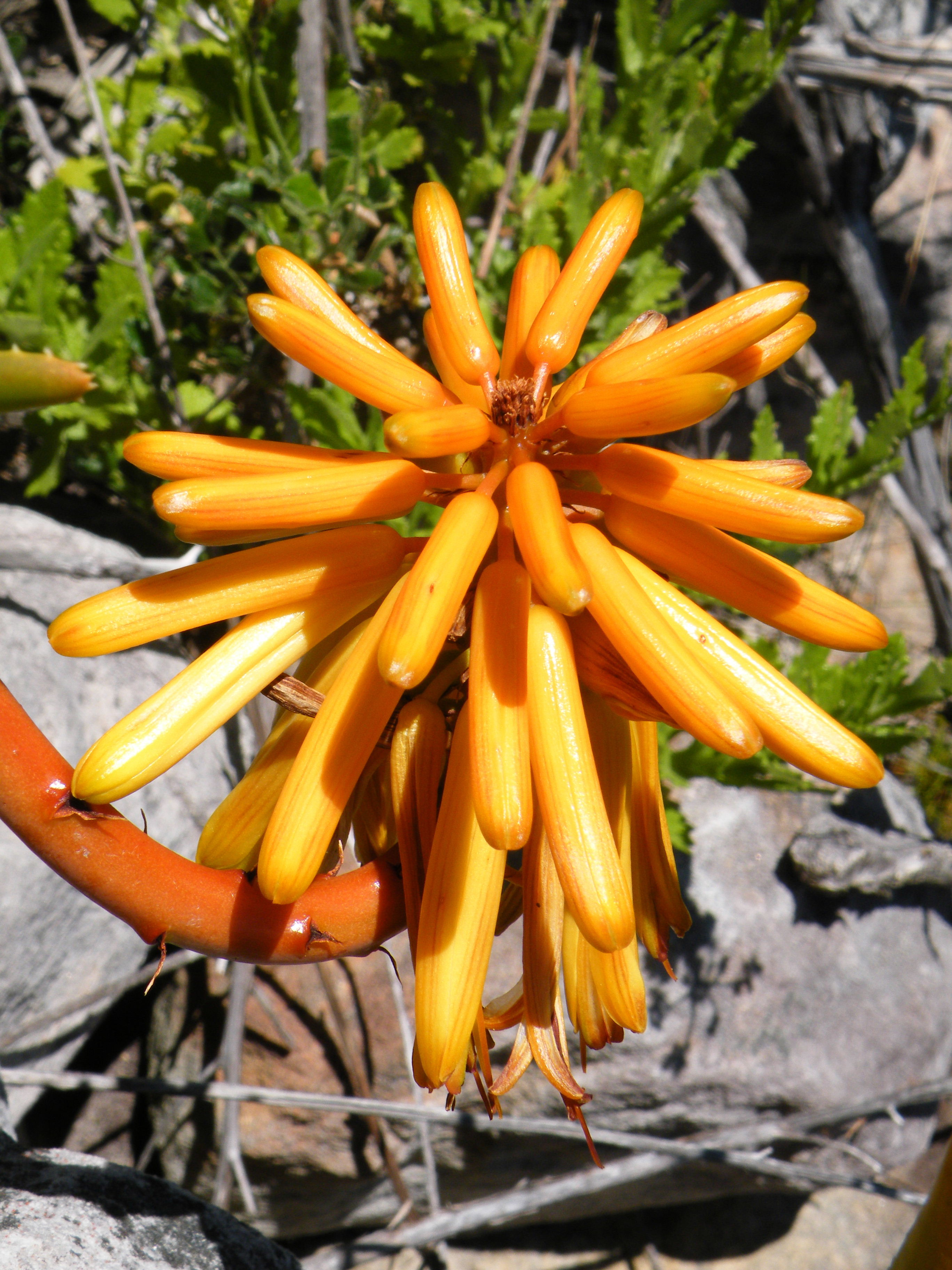
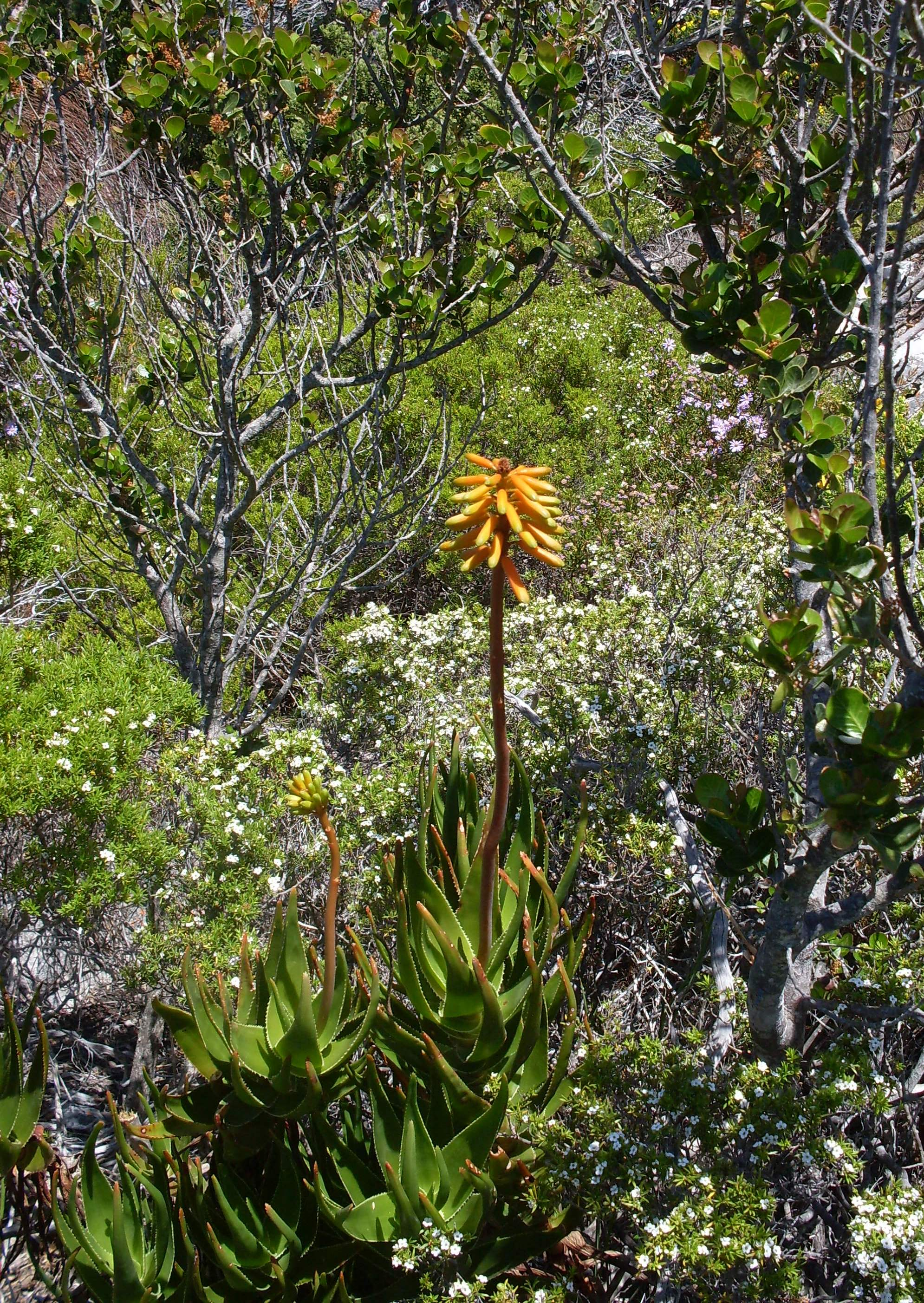
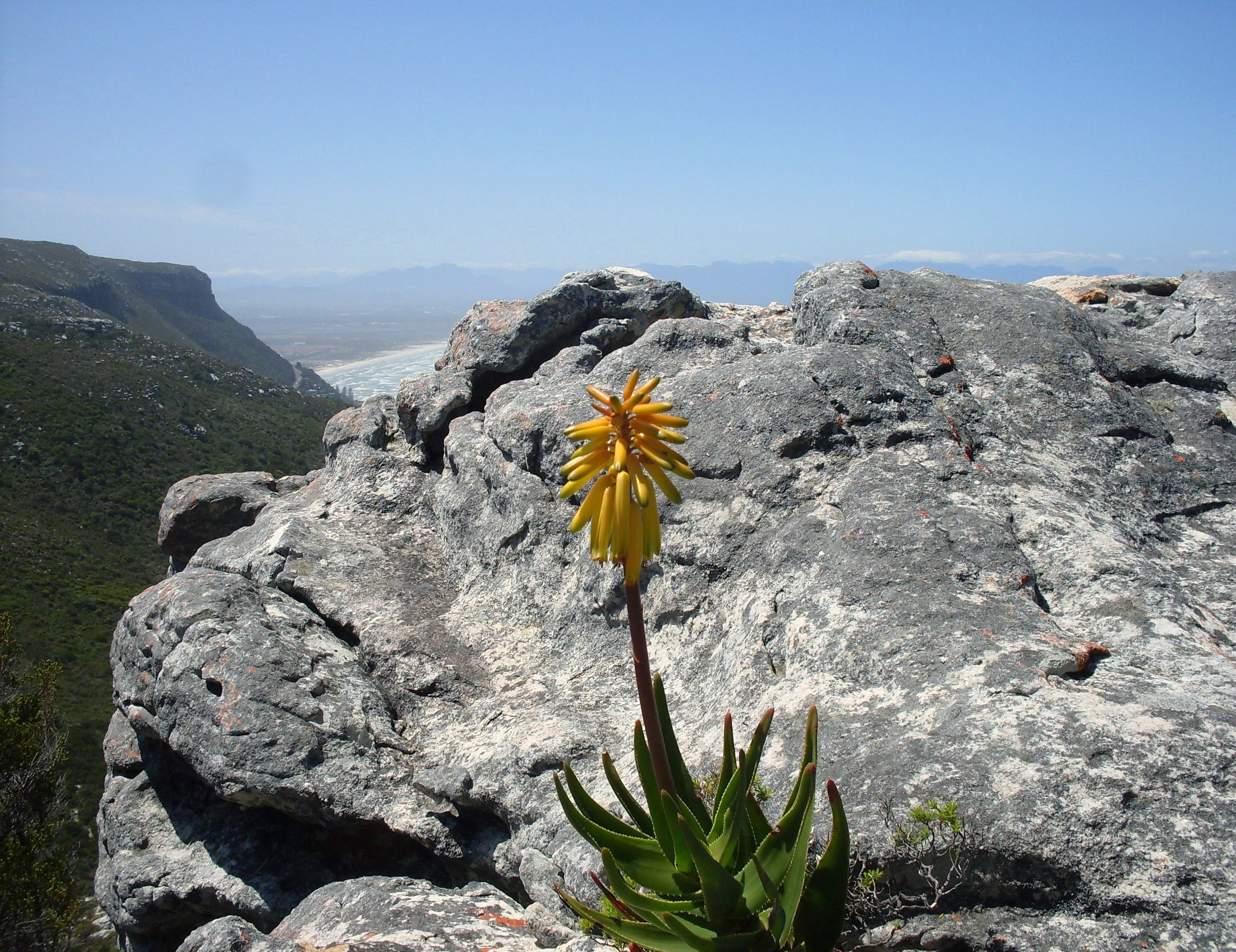
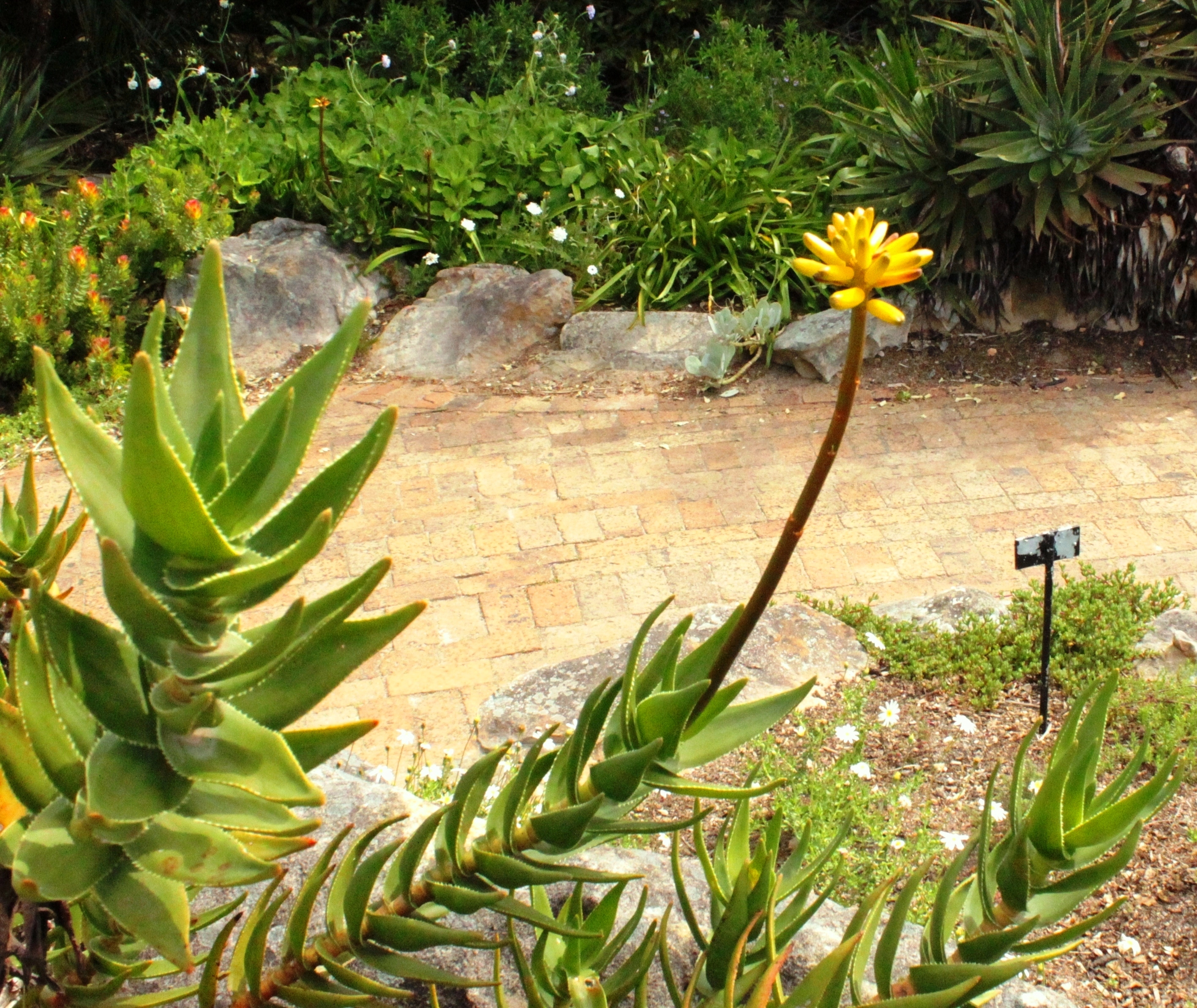
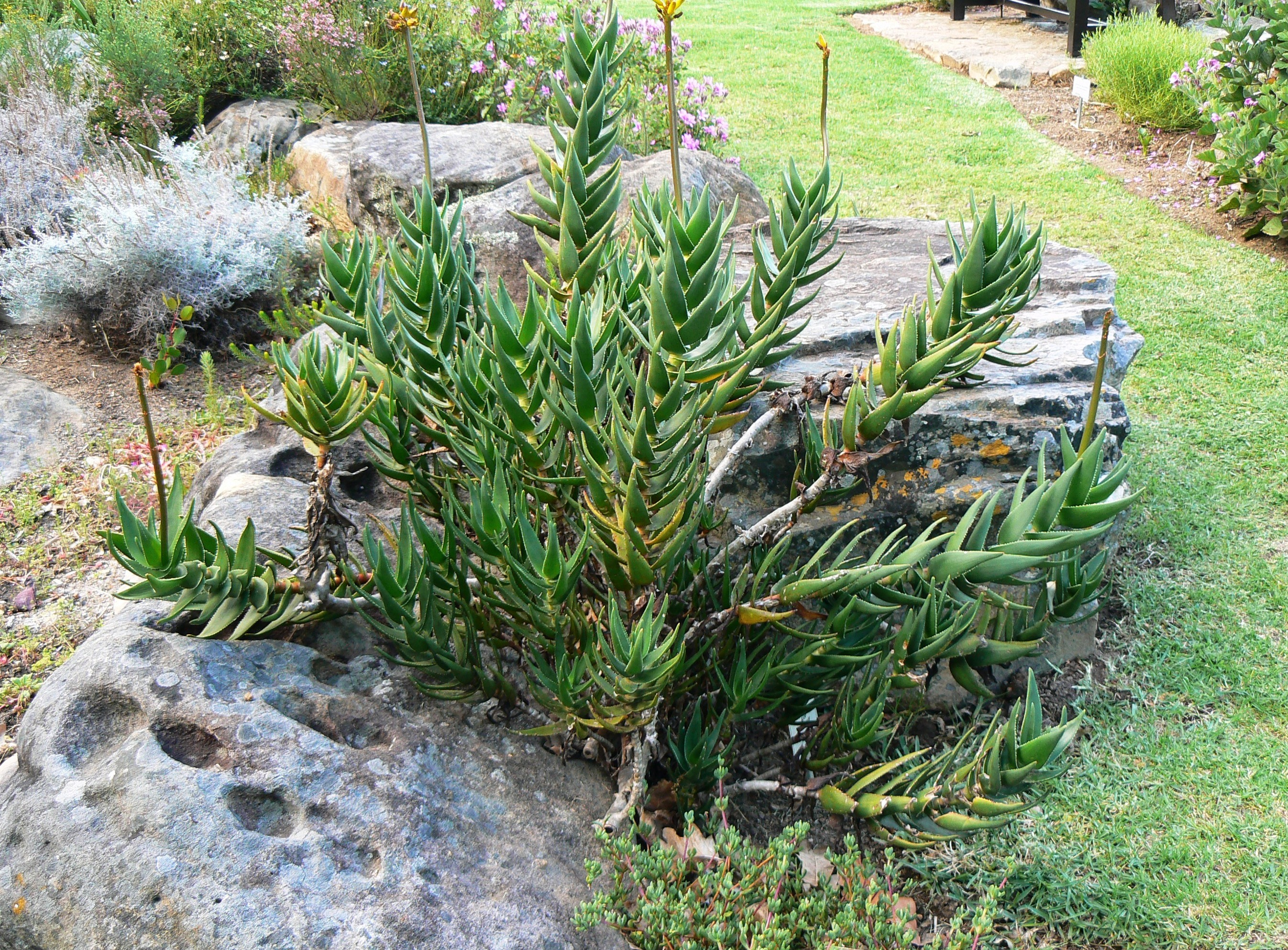
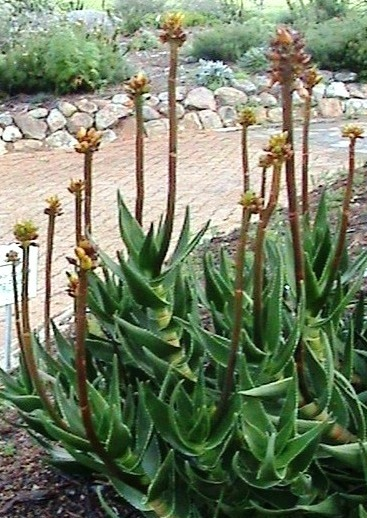